# 阿纳布·戈斯瓦米
阿纳布·拉詹·戈斯瓦米（英語：Arnab Ranjan Goswami，1973年3月7日—），印度記者和電視新聞主播。戈斯瓦米在2006年至2016年是Times Now的主編和新聞主播，他此前曾在NDTV任職。现为共和电视台领导人。